# Wybory parlamentarne w Albanii w 2021 roku
Wybory parlamentarne w Albanii w 2021 roku – wybory do albańskiego Zgromadzenia XVI kadencji, liczącego 140 miejsc, które odbyły się 25 kwietnia 2021. Wybory zakończyły się zwycięstwem Socjalistycznej Partii Albanii, kierowanej przez Ediego Ramę, która zdobyła 48,68% ważnych głosów.

## Ordynacja wyborcza
Do jednoizbowego parlamentu wybieranych jest 140 deputowanych, poprzez ordynację proporcjonalną i okręgi wielomandatowe, których granice odpowiadają obwodom, stanowiącym podstawę podziału administracyjnego kraju. W okręgach wybieranych jest od 4 do 32 deputowanych, proporcjonalnie do ich liczby ludności. Obowiązuje próg wyborczy na poziomie 1% dla partii politycznych oraz 5% dla koalicji wyborczych. Przeliczanie głosów na mandaty odbywa się dwuetapowo. Najpierw są one rozdzielane przy pomocy metody D’Hondta pomiędzy listy wyborcze. Drugi etap dotyczy tylko koalicji i ma na celu ustalenie liczby mandatów przypadających poszczególnym partiom, które wchodzą w ich skład. Na tym etapie stosuje się metodę Sainte-Laguë.

## Przebieg wyborów
Od wyborów parlamentarnych 2013 Socjalistyczna Partia Albanii, kierowana przez Ediego Ramę zachowuje pozycję dominującej siły politycznej w Albanii. Wybory w 2017 potwierdziły dominację socjalistów na scenie politycznej, a ich przewaga nad pozostałymi ugrupowaniami politycznymi pozwalała na samodzielnie sprawowanie rządów. W 2020 wprowadzono szereg zmian w ordynacji wyborczej, dotyczących m.in. rozdziału mandatów na poszczególne okręgi wyborcze. Opozycyjna Demokratyczna Partia Albanii, kierowana przez Lulzima Bashę zarzuciła partii rządzącej łamanie zasad porozumienia najważniejszych ugrupowań politycznych, podpisanego 5 maja 2020. Wybory w kwietniu 2021 poprzedziła fala demonstracji i starć między zwolennikami konkurencyjnych ugrupowań politycznych. Cztery dni przed wyborami w Elbasanie doszło do strzelaniny, w której zwolennik Demokratów zastrzelił członka komisji wyborczej, działającego w imieniu Socjalistycznej Partii Albanii. Sondaże wyborcze z kwietnia 2021 potwierdzały niewielką różnicę poparcia dla obu głównych sił politycznych, przy czym sondaż przeprowadzony przez firmę Smith Research & Consulting wskazywał na zwycięstwo koalicji skupionej wokół Demokratycznej Partii Albanii.
W wyborach wystartowało 1841 kandydatów reprezentujących 25 partii i 3 komitety wyborcze (w tym 732 kobiety). Zakończyły się one po raz kolejny sukcesem Socjalistycznej Partii Albanii, która uzyskała podobnie jak w poprzednich wyborach 74 mandaty. Koalicja Partia Demokratyczna-Sojusz na rzecz zmian uzyskała 59 mandatów (o 13 więcej niż w poprzednich wyborach). Największe straty poniosły mniejsze ugrupowania, w tym trzecia siła polityczna w Albanii - Socjalistyczny Ruch Integracji, który wprowadził do nowej izby 4 deputowanych. Po raz pierwszy od upadku komunizmu w Albanii w parlamencie znalazło się zaledwie cztery ugrupowania polityczne. Demokratyczna Partia Albanii nie uznała wyników wyborów, a Lulzim Basha wskazał szereg nadużyć w czasie kampanii przed wyborami, określając same wybory mianem "masakry wyborczej". Monika Kryemadhi, przewodnicząca Socjalistycznego Ruchu Integracji komentując wyniki wyborów uznała, że prawdziwymi zwycięzcami są oligarchowie i gangsterzy, a rządzącą partię oskarżyła o kupowanie głosów wyborców.

## Oficjalne wyniki wyborów
|  | Komitet Wyborczy                                     | Przywódca         | Liczba oddanych głosów | Procent oddanych głosów | Liczba Mandatów |
|  | ---------------------------------------------------- | ----------------- | ---------------------- | ----------------------- | --------------- |
|  | Socjalistyczna Partia Albanii                        | Edi Rama          | 768 250                | 48,68                   | 74              |
|  | Demokratyczna Partia Albanii - Sojusz na rzecz zmian | Lulzim Basha      | 622 265                | 39,43                   | 59              |
|  | Socjalistyczny Ruch Integracji                       | Monika Kryemadhi  | 107 533                | 6,81                    | 4               |
|  | Socjaldemokratyczna Partia Albanii                   | Tom Doshi         | 35 476                 | 2,25                    | 3               |
|  | Nisma Thurje                                         | Endrit Shabani    | 10 216                 | 0,65                    | 0               |
|  | Bindja Demokratike                                   | Astrit Patozi     | 8 238                  | 0,52                    | 0               |
|  | Ruch na rzecz zmian                                  | Jozefina Topalli  | 7 049                  | 0,45                    | 0               |
|  | Albańska Partia Ruchu Demokratycznego                | Myslim Murrizi    | 4 697                  | 0,30                    | 0               |
|  | Partia Nowego Ruchu                                  | Arian Galdini     | 3 771                  | 0,24                    | 0               |
|  | Partia Nowego Sojuszu Demokratycznego                | Edmond Stojku     | 3 222                  | 0,2                     | 0               |
|  | Front Narodowy                                       | Adriatik Alimadhi | 1 943                  | 0,12                    | 0               |
|  | Pozostałe ugrupowania i partie                       |                   | 5 624                  | 0,35                    | 0               |
|  | Łącznie                                              |                   | 1 578 284              | 100                     | 140             |

Podział mandatów w poszczególnych okręgach

W wyborach wzięło udział 1 661 176 uprawnionych do głosowania, frekwencja wyborcza wyniosła 46,29%. Oddano 83 059 głosów nieważnych.

## Podział mandatów w okręgach wyborczych
Socjalistyczna Partia Albanii (SPA) odniosła zwycięstwo w 8 spośród 12 okręgów wyborczych. W okręgach: Kukës, Szkodra, Lezha i Dibra zwyciężyła Demokratyczna Partia Albanii (DPA). Kluczowy dla wyników wyborów był podział mandatów w okręgu stołecznym – SPA zdobyła w stolicy 18 mandatów, a DPA 11 mandatów.